# チャシュシュリ
チャシュシュリ（グルジア語: ჩაშუშული、グルジア語ラテン翻字: chashushuli）は、ジョージア料理の一つ。油で揚げた仔牛肉をトマトで煮込んだ料理である。チャシュシュリはジョージア語で「煮込み」を意味する。

## 材料
チャシュシュリの主な材料は牛肉（伝統的なレシピでは仔牛肉であるが、通常は牛肉が使われることが多い。仔羊肉が使われることもある）およびトマト（トマトの果実あるいはトマトペースト）である。また多くのレシピではピーマンを使用しており、多くの場合、黄ピーマンと緑ピーマンを組み合わて使用する。タマネギとニンニクも必要な材料である。調味料としては、塩と黒胡椒に加えて、アジカ、フメリスネリ、パセリ、イノンド、コリアンダー、赤唐辛子が含まれる。

## 調理手順
肉を細かく切り、フライパンあるいは鍋にて強火で揚げる。肉の水分が抜けたら、角切りにしたタマネギを加える。タマネギが柔らかくなったら、お湯を入れて弱火で煮込む。必要に応じて水を加える。
肉に火が十分に通ったら、皮をむいたトマトの果肉とトマトペースト、調味料、細かく刻んだ野菜を加える。
ケツィに盛り付けしたら完成となる。付け合わせなしでも食べられるが、ラヴァシュと白ワインを付けてもよい。